# Centrarthra brevipectinata
Centrarthra brevipectinata là một loài bướm đêm trong họ Noctuidae.